# Goldhöhe
Die Goldhöhe, tschechisch Zlaté návrší, ist ein 1411 m n.m. hoher langgestreckter Bergrücken im tschechischen Teil des Riesengebirges. Der eigentlich höchste Punkt des Gipfelplateaus wird am Vrbatovo návrší (Vrbata-Hügel, 1416 m, Koordinaten: 50° 45′ 9″ N, 15° 32′ 52″ O) erreicht, der jedoch als eigenständiger Gipfel geführt wird.

## Lage
Die Goldhöhe gehört zum Böhmischen Kamm des Riesengebirges und liegt etwa drei Kilometer südlich des Hauptkamms, der Grenze zu Polen. Sie liegt in der Gemarkung Vítkovice v Krkonoších im Nationalpark Riesengebirge und ist von Süden her über eine zwischen den Jahren 1934–1936 in engen Serpentinen angelegte Straße (heute: Silnice II/286) erschlossen.
Der Gipfel befindet sich zwischen der Kotel (Kesselkoppe; 1435 m n.m.) und dem Medvědín (Schüsselberg; 1235 m n.m.) nördlich des Weilers Horní Mísečky (Ober Schüsselbauden).

### Nahegelegene Gipfel
| Sokolnik      | Vysoká pláň    | Hraniční hřeben |
| Harrachsteine | Kompass        | Medvědín        |
| Vlčí hřeben S | Vídeňská skála | Mechovinec      |

## Geschichte

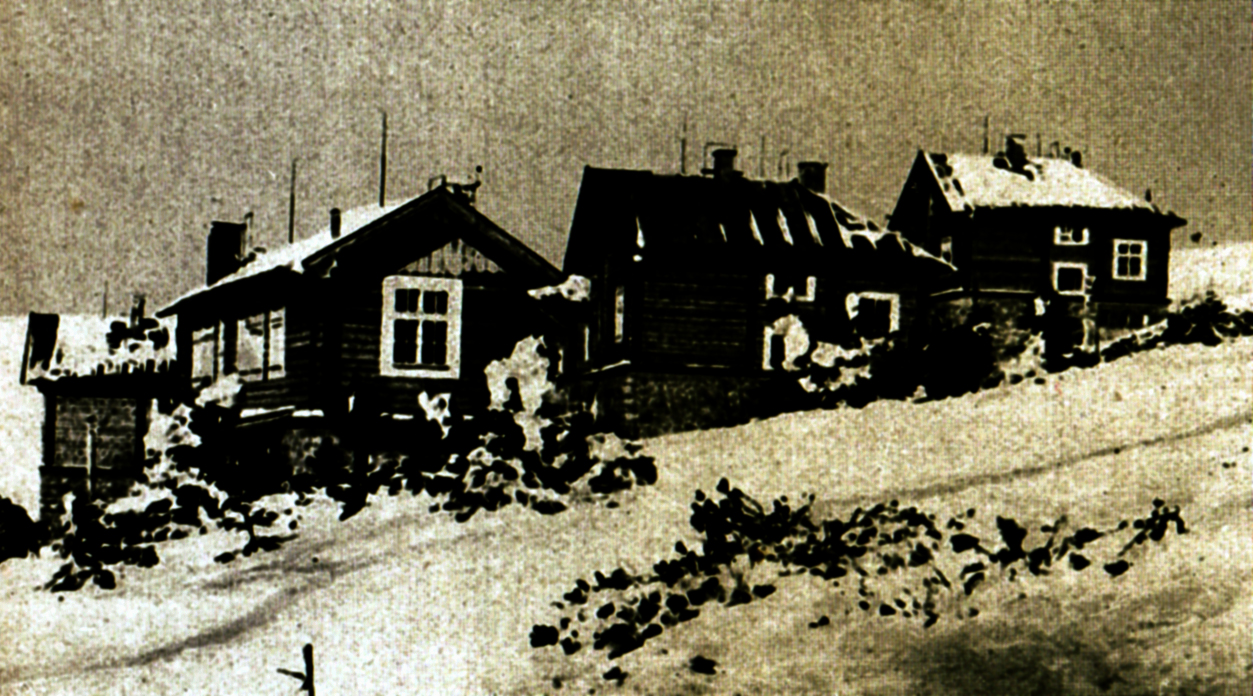
Polare Versuchsstation Goldhöhe 1938.

Vor 1938 hatte die tschechoslowakische Armee auf der Goldhöhe eine Bunkeranlage und fünf feste Blockhäuser errichtet, die zur Grenzsicherung dienen sollten. Mit der Eingliederung des Sudetenlandes gemäß dem Münchner Abkommen gehörte die Goldhöhe 1938 bis 1945 zum Deutschen Reich. Die militärischen Anlagen wurden der deutschen Wehrmacht übergeben und blieben zunächst ungenutzt.

### Forschungsstation
Der Polarforscher Kurt Herdemerten richtete nach seiner Rückkehr von der Herdemerten-Grönland-Expedition Ende 1938 in den aufgelassenen Armeebaracken eine polare Versuchsstation, die  Forschungsstation Goldhöhe, ein. Hier sollten die von der Expedition aus Westgrönland mitgebrachten weißen Gerfalken unter Umweltbedingungen erforscht werden können, die dem Klima in der arktischen Heimat der Falken entsprach. Ein ähnlicher Versuch, Gerfalken in Mitteleuropa anzusiedeln, war 1937 im Reichsjägerhof „Hermann Göring“ im Harzvorland gescheitert. Finanziert wurde die Station durch die Hermann-Göring-Stiftung. In Kooperation mit der Reichsstelle für Naturschutz und der Universität Breslau sollte hier darüber hinaus Forschungsarbeit über biologische Fragestellungen der Arktis betrieben werden.

### Militärisches Ausbildungslager
Im Zweiten Weltkrieg veränderte sich der Aufgabenbereich der Versuchsstation. Auf Anregung von Hans-Robert Knoespel, einem ehemaligen Mitarbeiter Herdemertens, ließ Admiral Fritz Conrad im Winter 1942/43 die Station zu einem Arktistrainingslager für die Marinewettertrupps (MWT) ausbauen, dessen Leiter Knoespel wurde. Unterstützt wurde er dabei durch Heinrich Schatz. 1943 übernahm der Meteorologe Gottfried Weiss (1911–?) die Leitung des Trainingslagers. Auf der Goldhöhe wurden bis Ende 1944 Soldaten für den Einsatz in polaren Regionen, vornehmlich für die Wetterstationen der Wehrmacht in der Arktis ausgebildet. Hier wurde unter anderem das Unternehmen Haudegen vorbereitet.

## Sehenswürdigkeiten

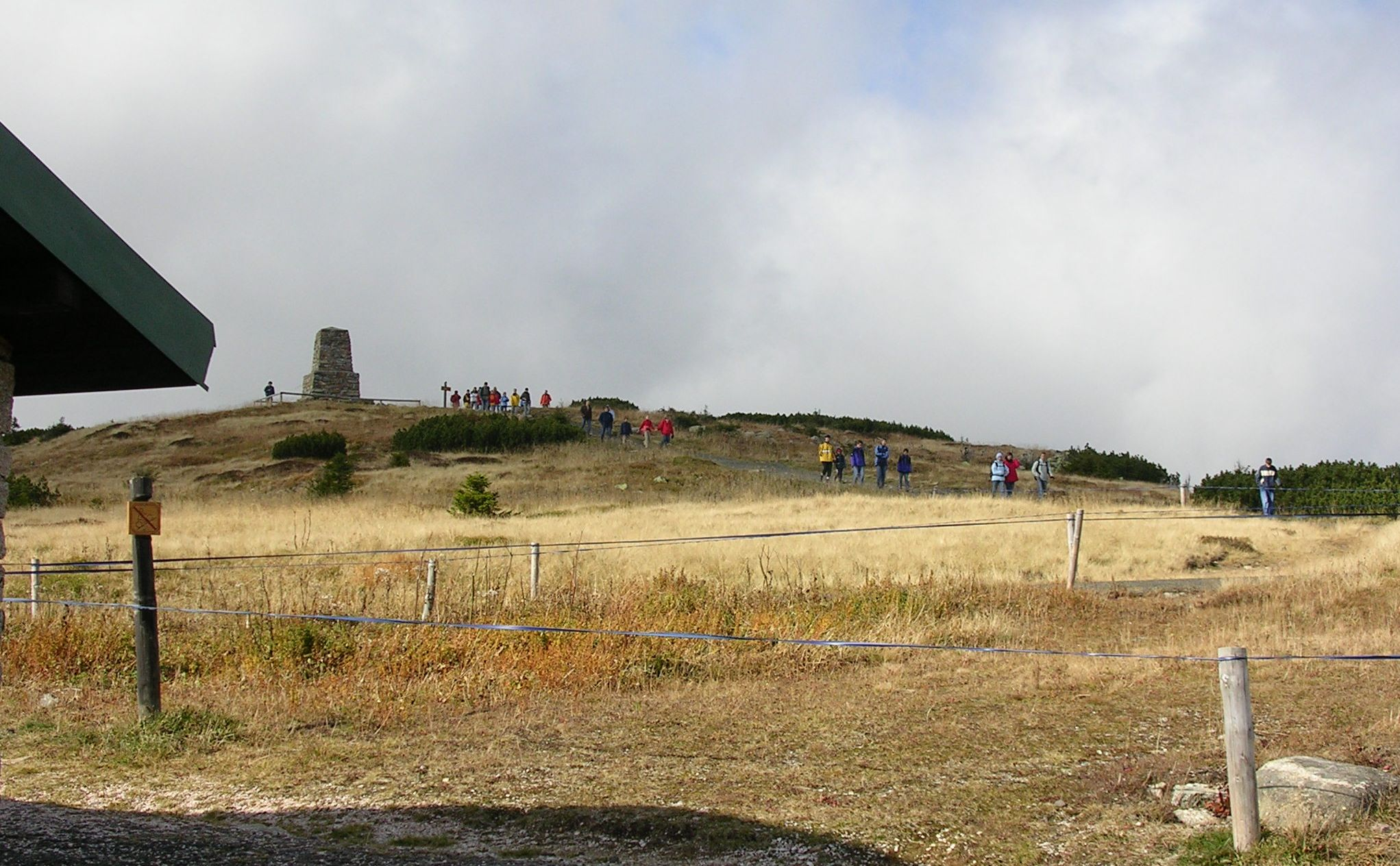
Hanč-und-Vrbata-Denkmal auf dem Vrbatovo návrší nahe der Vrbatova-Baude auf der Goldhöhe.

Ein Denkmal auf dem Vrbatovo návrší genannten eigentlichem Gipfelpunkt der Goldhöhe erinnert an den tschechischen Sportler Bohumil Hanč und dessen Freund Václav Vrbata, die beide hier am 24. März 1913 bei einem Skimarathon über 50 km Streckenlänge in einem Schneesturm ums Leben kamen. Eine 1964 erbaute und nach Vrbata benannte Baude erinnert ebenfalls an das Ereignis.

## Wege zum Gipfel
Vom östlich liegendem Špindlerův Mlýn (Spindlermühle) aus gelangt man über Horní Mísečky auf einen rot markierten Wanderweg hinauf auf die Goldhöhe. Dem Weg nach Westen folgend, geht es über die 1707 gegründete Baude Dvoračky hinunter nach Rokytnice nad Jizerou. Hinzu kommt eine Wanderstrecke, zwischen dem Gipfel und der etwa zwei Kilometer in nördlicher Richtung entfernt liegenden Elbfallbaude. Während der Sommersaison gibt es außerdem die Möglichkeit, den Bus aus Horní Mísečky zu nehmen. Dieser befährt die bereits genannte Bergstraße 286, die für den öffentlichen Verkehr gesperrt ist.